# Eumolpos
Eumolpos ("Mooie Melodie") is in de Griekse mythologie priester, lierspeler en kind uit een verbintenis van Poseidon en Chione, dochter van Oreithyia.

## Eumolpos' geboorte
Eumolpos werd meteen na zijn geboorte in zee gegooid om Chiones vader Boreas niet boos te maken. Poseidon liet hem aanspoelen in Ethiopië, waar hij werd opgevoed en grootgebracht door zijn halfzuster Benthesikyme.

## Eumolpos als volwassene
Toen Eumolpos volwassen was, werd hij gedwongen om met een van de dochters van Benthesikyme te trouwen. Eumolpos weigerde en Benthesikyme stuurde Eumolpos naar Thrakië. Daar smeedde hij een plan om de koning van Thrakië, Tegyrios te vermoorden. De koning kwam erachter en verbande Eumolpos naar Eleusis. Daar beterde hij zijn leven en werd hij priester in een tempel van Demeter en Perspehone. Eumolpos was een uitstekende lierspeler. Hij leerde Herakles kennen en leerde hem om op een lier te spelen. Een priester bij de tempel van Demeter en Persephone was goed bevriend met de koning Tegyrios en overtuigde hem dat Eumolpos zijn leven had gebeterd. Daarom vergaf Tegyrios Eumolpos en kroonde hem tot koning van Thrakië, omdat Tegyrios niet lang meer te leven had.

## Eumolpos als koning
Eumolpos was een goede leider. Hij schrok toen er een oorlog uitbrak tussen Attica en Eleusis. Eumolpos stuurde zijn leger naar Eleusis om te helpen. Eumolpos wilde vanaf dat moment ook koning van Attica worden. De toenmalige koning van Attica, Erechtheus, vreesde voor zijn leven en raadpleegde het Orakel van Delphi. Hij moest zijn eigen dochter Chthonia offeren om te winnen van Eumolpos en zijn leger. Toen hij zijn dochter offerde, huilden zijn andere dochters en pleegden zelfmoord. In een veldslag sloeg Erechtheus Eumolpos neer en won van Thrakië. 
Poseidon was woedend op Erechtheus toen Eumolpos dood was en doodde hem met zijn drietand. Eumolpos werd opgevolgd als priester door zijn zoon Keryx.